# Steve Beauharnais
Steve Beauharnais (Saddle Brook, 2 maggio 1990) è un ex giocatore di football americano statunitense che ha giocato nel ruolo di linebacker. Fu scelto nel corso del settimo giro (235º assoluto) del Draft NFL 2013 dai Patriots. Al college ha giocato a football alla Rutgers University.

## Carriera professionistica

### New England Patriots
Beauharnais fu scelto nel corso del settimo giro del Draft 2013 dai New England Patriots. Debuttò come professionista nella settimana 7 contro i New York Jets.

## Statistiche
| Partite totali      | 2 |
| Partite da titolare | 0 |
| Tackle              | 0 |
| Sack                | 0 |
| Intercetti          | 0 |

Statistiche aggiornate alla stagione 2013